# Крива (Білоцерківський район)
Кри́ва — село в Україні, у Таращанській міській громаді, Білоцерківського району, Київської області. Орган місцевого самоврядування — Таращанська міська громада. Населення становить 235 осіб.

## Населення
За даними поданими Л. Похилевичем у «Сказаниях о населенных местностях Киевской губернии» за 1864 рік, в поселенні Крива мешкало 388 осіб обох статей. За даними всеукраїнського перепису населення 2001 року у селі мешкало 342 особи, у 2010 році — 318 осіб, у 2022 році — 235 осіб.
Мова
Розподіл населення за рідною мовою за даними всеукраїнського перепису населення 2001 року був наступним:
| українська | 341 | 99,71 |
| російська  | 1   | 0,29  |

## Географія
Село Крива знаходиться у південно-східній частині Білоцерківського району центральної лісостепової зони, в центральній частині Придніпровської височини, на вододілі Дніпра та Південного Бугу. Розташоване на відстані 124 км від обласного центру, 42 км — районного центру та 8 км — від адміністративного центру міської громади. Відстань до найближчої залізничної станції Рокитне складає 19 км.
На узліссі біля кутка Лівандовське бере початок річка Кржива, яка на межі Таращі та села Крива впадає у річку Котлуй, праву притоку Росі й далі тече попід Китай-горою та на східній околиці села в лісі утворює Панське озеро, від якого далі тече повз кутки Ярі та Мулівщина до з'єднання з річкою Котлуй.

## Топоніми
Існує дві версії походження назви села. З переказів відомо, що у давнину неподалік села відбувалися криваві битви, тому й назва походить від слів «кров», «кривава». Але за етимологічними дослідженнями, назва села походить від назви місцевої річки Кржива, що зі старослов'янської мови перекладається, як «ліва», тобто ліва притока річки Котлуй.

### Урбаноніми
Кількість елементів інфраструктури в селі — це 6 вулиць з 163 будинками.
Вулиці
- Заводська
- Лісова
- Молодіжна
- Набережна
- Пилипчука
- Центральна

Провулки
- Заводський

Кутки
- Китай-гора
- Лівандовське
- Мулівщина
- Панське озеро

Урочища
- Ведмежі яри

## Історія
Перша згадка про село Крива в історичних джерелах датується 1653 роком — поселення вказане на мапах Таращанського повіту, розроблених військовим інженером Гійомом Левассер де Бопланом.
Протягом 1750—1800 років у селі споруджена дерев'яна церква святого Михайла.
У XIX столітті до маєтку графів Браницьких належало десять поселень в Лисовицькій волості Таращанського повіту Київської губернії, серед них й Крива. Селяни Кривої були приписані до Покровської церкви в Улашівці, а населення складало 388 осіб.
Село з давніх-давен відоме як осередок гончарства. Майже у кожному третьому дворі крив'янці виробляли майстерно випалені гончарні вироби. Л. Похилевичем у «Сказаниях о населенных местностях Киевской губернии» за 1864 рік писав, що «…В деревне Крива и окрестностях находится хорошего качества горшечная глина», але добування глини селянами без дозволу власників маєтку було заборонено та обкладалося значними платежами (штрафами).
На початку 1930-х років почалася суцільна колективізація та розкуркулення. Від чого постраждало дев'ять незаможних селянських господарств (дворів). У 1932 році на основі декількох селянських дворів було створене велике колективне господарство — колгосп «Більшовик».
Під час Голодомору 1932—1933 років, від штучного голоду у селі загинуло більше третини населення. Встановлено прізвища лише 125 жертв, з них 48 — діти.
З початком німецько-радянської війни 173 чоловіки були мобілізовані до лав Червоної армії та брали участь у бойових діях на всіх фронтах. За героїзм, проявлений під час війни, близько 80 мешканців села нагороджені орденами та медалями.
По війні почалася відбудова села. Найбільший розквіт села припав на 1961—1972 роки, коли головою колгоспу «Більшовик» був Вячеслав Григорович Кушаков. За час його головування було збудовано чотири приміщення молочно-тваринної ферми, шість приміщень свиноферми та два приміщення кормоцеху. Саме господарство спеціалізувалося на вирощуванні зернових культур, а також на м'ясо-молочному тваринництві. У 1972 році колгосп «Більшовик» реорганізований у Таращанський радгосп-технікум, до якого увійшли села Салиха, Крива та Кирдани. 1984 року споруджена будівля сільського клубу, 1986 року — приміщення магазину, 1990 року — будівлі дитячого садочку та сільської ради.
У 1988 році село Салиха від'єдналося від Таращанського радгоспу-технікуму. 1990 року утворена Крив'янська сільська рада, першим головою якої обрано Миколу Вікторовича Коломійця. У січні 2007 року на базі колишнього радгоспу створений сільськогосподарський виробничий кооператив «Крив'янський».
Нині у селі діють Крив'янський заклад дошкільної освіти «Зернятко», Крив'янський сільський клуб-бібліотека, поштове відділення 73 нового формату Київської дирекції АТ «Укрпошта», відділення «Нової Пошти», фельдшерсько-акушерський пункт. У селі також працював Крив'янський цегельний завод, на потужностях якого у 2005 році створено ПП «Таращаприватбуд». Приватне підприємство спеціалізується на виробництві цегли, черепиці та інших будівельних виробів з випаленої глини.

## Відомі люди
Народилися
- о. Агапій Гончаренко — український священник, правозахисник та громадський діяч, один із перших українських політичних емігрантів.

Пов'язані з селом
- Лівандовська Марина Тихонівна — майстриня художньої кераміки[16].